# Corriere della Sera
Corriere della Sera er én af Italiens største aviser og nok den mest kendte. Den blev grundlagt den 5. marts 1876 og bliver udgivet og trykt fra Milano.